# 宋世羅
宋 世羅(そん せら・송세라、1989年2月14日- ）は、日本の実業家。主にビジネスをテーマとして活動するYouTuberでもある。

## 略歴
大阪府生野区出身。大阪府立住吉高等学校、早稲田大学人間科学部を卒業後、野村證券に入社した。証券営業マンとして4年間勤務の後、独立し、現在はフルコミッション（完全歩合制）の保険営業マン。2020年2月よりYouTube「宋世羅の羅針盤ちゃんねる」にて保険、株、投資信託、貯金、営業などのノウハウを、現役のプロとして発信。チャンネル登録者数は49万人超（2025年7月時点）。

## 書籍
- 『ヨイショする営業マンは全員アホ 1%だけが知っている禁断の法則』飛鳥新社、2020年 ISBN 978-4864107921